# Liebe auf den sexten Blick
Liebe auf den sexten Blick (Originaltitel: Bimboland) ist eine französische Filmkomödie von Regisseur Ariel Zeitoun aus dem Jahr 1998.

## Handlung
Die junge französische Ethnologin Cécile Bussy studiert am Amazonas ein indigenes Volk, das bisher keinen Kontakt zur modernen Zivilisation hatte. Nachdem sie in der Heimat davon berichtet hat, kehrt sie nochmal nach Südamerika zurück. Dabei stellt sie schockiert fest, dass das zuvor einsam lebende Volk plötzlich Bäume fällt und andere Spuren des Kapitalismus zeigt. Diese Neuigkeit wird zur wissenschaftlichen Blamage für Cécile.
An der Universität von Nizza erfährt sie von ihrer Mitbewohnerin Karène Leblond, die sich mit magischen Praktiken beschäftigt, dass sich die Nachricht von ihrem Debakel im Institut schon herumgesprochen hat. Außerdem begegnet sie Professor Laurent Gaspard, dem neuen Dekan. Der arrogant auftretende Mann erklärt Céciles Doktorarbeit für gescheitert. Er bietet der jungen Frau nur an, ihm als Forschungsassistentin bei der Fertigstellung seines Buches über die Māori zu helfen. Ein weiterer Rückschlag kommt hinzu: Aristide Roumestan erklärt ihr, dass sie nicht den Posten als Wohnheim-Verwalterin bekommt, der ihr kostenloses Wohnen ermöglichen würde. Diese Stelle erhält stattdessen die durchgestylte und redselige, aber geistig minderbemittelte Hundefreundin Alex Baretto.
Gaspard lehnt weitere Themenvorschläge für Céciles Doktorarbeit ab und bemerkt auch nicht ihre neue Frisur. Die Forscherin lernt von einer Mitbewohnerin das Wort Bimbo für eine Frau, die mehr mit Oberweite als Intellekt beeindruckt, und sieht, wie verführerisch Alex auf die Männer wirkt. Bei einem Vorfall in der Waschküche kommt sie mit Alex ins Gespräch und am Beispiel von Aschenputtel erklärt die Neue ihr, dass eine Frau Männer eher mit körperlichen Vorzügen beeindrucken könne. Cécile hört interessiert zu. Wenig später überrascht sie ihre beiden Mitbewohnerinnen, die von Alex in eine Disco eingeladen wurden, mit einem neuen Aussehen und offenbart ihnen ihr neues Forschungsthema: Sie beschäftigt sich nun mit dem Stamm der Bimbos. Sie erklärt, dass Alex nichts davon wissen dürfe. Auch der Professor, der ein radikales Thema haben wollte, ist nicht eingeweiht. Überraschend taucht Gaspard in der Disco auf und prallt auf Cécile, ohne sie zu erkennen.
Am nächsten Tag versucht die Ethnologin, ihr neues Forschungsthema einer Verlegerin anzubieten, redet dabei aber mit Verweisen auf Claude Lévi-Strauss zunächst zu akademisch, aber ein Verweis auf die vorbeilaufende Alex überzeugt die Verlegerin. Daraufhin zieht sie mit Alex durch die Geschäfte, um neue, verführerische Kleidung zu kaufen. Im neuen Outfit begegnet sie in der Universität Gaspard. Der Professor hält sie anhand der nackten Füße für das Mädchen aus der Disco und sie gibt sich als Céciles angebliche Cousine Brigitte aus. Von dieser neuen Identität erzählt sie auch Alex, die selbst sagt, dass sie eigentlich Magali heiße. Alex führt „Brigitte“ in einen Fitnessclub voller Bimbo-Frauen ein und Cécile beginnt, über ihre ersten Erfahrungen zu schreiben.
Bei einem Mittagessen in der Universität spricht der Professor mit ihr und schwärmt von der vermeintlichen Cousine, der er Ausstrahlung und eine künstlerische Ader zuschreibt. Auch Céciles Hinweis, dass „Brigitte“ mit vielen Männern aktiv sei, ändert nichts an seiner Begeisterung. Die Forscherin ist enttäuscht, dass sie in ihrem wahren Leben als kultivierte, gebildete Frau keinen Erfolg hat. Im Solarium hört „Brigitte“ von den Bimbo-Frauen, wie es mit Verabredungen läuft. Am Abend besucht sie mit Alex und den anderen Frauen eine Party. Alex beschreibt die ältere Gastgeberin Gina als ihr Vorbild, doch diese verführt mal eben Alex’ Freund Greg.
Am folgenden Tag kommt Gaspard in Alex’ Wohnung, um „Brigitte“ zu besuchen. Diese täuscht vor, dass die Cousine gerade im Bad sei. Sie klettert außen am Haus entlang, um Cécile heimlich aus der Nachbarwohnung zu holen. Der Professor fährt mit „Brigitte“ zu einer Strandbar, wo diese zu Trommelklängen tanzt. Auf dem Heimweg versucht sie, Gaspard etwas Positives über Cécile zu sagen. „Brigitte“ besucht später auch eine Party auf Gregs Schiff. Als der lüsterne Mann sie in sein Schlafzimmer lockt, trickst sie ihn aus, sodass er nackt vor den Partygästen steht. Am nächsten Tag fragt Gaspard Alex hartnäckig nach „Brigitte“, während Cécile dem Professor verdeutlicht, dass er Frauen gegenüber viel zu sehr als Macho auftritt. Alex arrangiert ein Treffen zwischen „Brigitte“ und Gaspard. Nachdem der Professor lebhaft von seinen Erlebnissen mit den Māori erzählt hat, kommen die beiden sich körperlich näher.
Doch das Doppelleben belastet die junge Frau zunehmend und der Abgabetermin für das Buch rückt näher. Cécile will ihre zweite Identität beenden. Nachdem „Brigitte“ den Professor auf dessen Kosten durch mehrere teure Modegeschäfte geschleppt und in einer Disco durch ein Aufeinandertreffen mit Greg eifersüchtig gemacht hat, fühlt sich Gaspard wie ein Idiot und macht Schluss mit ihr. In einem Gespräch der beiden Frauen beklagt sich Alex bei Cécile, dass diese auf sie abfärbe. Daraufhin verrät die Forscherin ihr, dass sie die Bimbo-Frau nur für eine Studie benutzt habe. Alex erzählt Alex, dass Gina ihre Mutter sei und macht Cécile weitere Vorwürfe. Als Gaspard sich gerade bei seiner Gehilfin für deren Hilfe bedanken will, sagt sie ihm, dass sie verreist.
Cécile reist zu ihrer Mutter, die in einem Landhaus in der Normandie lebt, und nimmt Alex mit. Während sie dort an der Fertigstellung ihres Buches arbeitet, gesteht sie ihrer Begleiterin, dass diese ihren Blick auf den Bimbo-Stamm geändert habe. Gaspard sieht sich währenddessen ein Video von Céciles Besuch am Amazonas an, wo sie von mehreren indigenen Männern wirkt. In ihrer Wohnung erkennt er anhand von Schuhen, dass Cécile ihm die Cousine nur vorgetäuscht hat. Er fährt in die Normandie und zeigt der echten Frau seine Liebe. Doch Alex sorgt noch für Unruhe. Cécile holt sie aus einer chirurgischen Klinik und überzeugt sie, trotz des Protests des Arztes auf eine anstehende Brustvergrößerung zu verzichten.

## Rezeption
Der Rezensent von filmdienst.de sieht eine „turbulente Geschlechterkomödie, die männliches Balzverhalten ebenso auf den Arm nimmt wie berechnenden weiblichen Körpereinsatz. Darüber hinaus macht sich der Film über verinnerlichte Schönheits- und Frauenideale lustig.“ Beim cinema.de wird die Komödie als „sexy und etwas doof, mitunter aber doch geistreich“ bewertet. Der Kritiker bei kino.de meint, der Film sollte „Liebhaber lockerer, aber nicht allzu seichter Unterhaltung zufriedenstellen“.